# Elecciones federales de México de 2021 en Sonora
Las Elecciones federales en Sonora de 2021 se llevaron a cabo el domingo 6 de junio de 2021, renovándose los titulares de los siguientes cargos de elección popular:
Diputados Federales de Sonora: 7 Electos por mayoría relativa elegidos en cada uno de los Distritos electorales, mientras otros son elegidos mediante representación proporcional.

## Diputados federales

### Distrito ISan Luis Río Colorado
|  | 32.56 % |

|  | 3.64 % |

|  | 4.87 % |

|  | 5.47 % |

|  | 42.24 % |

|  | 3.71 % |

|  | 0.83 % |

|  | 3.37 % |

### Distrito IINogales
|  | 34.85 % |

|  | 44.47 % |

|  | 6.57 % |

|  | 7.32 % |

|  | 1.38 % |

|  | 1.82 % |

### Distrito IIIHermosillo
|  | 32.87 % |

|  | 48.48 % |

|  | 12.20 % |

|  | 1.09 % |

|  | 0.90 % |

|  | 1.79 % |

### Distrito IVGuaymas
|  | 28.01 % |

|  | 12.13 % |

|  | 3.32 % |

|  | 7.13 % |

|  | 40.0 % |

|  | 1.44 % |

|  | 1.62 % |

|  | 2.72 % |

### Distrito VHermosillo
|  | 42.75 % |

|  | 44.49 % |

|  | 7.05 % |

|  | 1.20 % |

|  | 0.48 % |

|  | 1.42 % |

### Distrito VICajeme
|  | 29.93 % |

|  | 2.64 % |

|  | 2.32 % |

|  | 12.15 % |

|  | 44.88 % |

|  | 1.88 % |

|  | 0.93 % |

|  | 2.47 % |

### Distrito VIINavojoa
|  | 31.87 % |

|  | 54.30 % |

|  | 5.23 % |

|  | 1.88 % |

|  | 2.19 % |

|  | 1.40 % |